# Alció muntanyenc
L'alció muntanyenc (Syma megarhyncha) és un alció, per tant un ocell de la família dels alcedínids (Alcedinidae), que habita els boscos de les muntanyes de Nova Guinea.